# J. C. Moses
John Curtis „J.C.“ Moses (* 18. Oktober 1936 in Pittsburgh; † 1977 ebenda) war ein amerikanischer Schlagzeuger des Modern Jazz.

## Leben und Karriere
Moses spielte zunächst Congas und Bongos bei Paula Roberts und wirkte von 1958 bis 1960 mit Walt Harper, bevor er nach New York City zog. Dort spielte er ab 1962 mit  Clifford Jordan, Herbie Hancock, Kenny Dorham und Eric Dolphy (Musical Prophet: The Expanded 1963 New York Studio Sessions). 1963 wurde er neben Archie Shepp, John Tchicai, Don Cherry und Don Moye Mitglied der New York Contemporary Five und war an deren Free-Jazz-Alben Consequences und Rufus beteiligt; mit dieser Band spielte er auch in Skandinavien (Live-Aufnahmen auf Sonet), wo er 1963 auch mit Rahsaan Roland Kirk auftrat (Kirk in Copenhagen). 1964 gehörte er mit Tchicai und Roswell Rudd zunächst zum New York Art Quartet, um dann mit Bud Powell (1964), John Coltrane (1966), Sonny Stitt, Andrew Hill, Hal Singer, Mongo Santamaría und Sam Rivers aufzutreten. 1969 zog er nach Kopenhagen, um eine Anstellung als Schlagzeuger im  Jazzhus Montmartre zu finden; dort spielte er mit Gastmusikern wie Ben Webster, Coleman Hawkins, Ted Curson oder Dexter Gordon. Aus gesundheitlichen Gründen kehrte er Anfang der 1970er Jahre in seine Heimatstadt zurück, wo er noch mit Nathan Davis und Eric Kloss spielte. Als Sideman nahm er mit Eric Dolphy, Archie Shepp, Roland Kirk, Bud Powell, Gary Bartz, Charles Lloyd, Marzette Watts und Kenny Dorham auf.

## Lexigraphische Einträge
- Leonard Feather, Ira Gitler: The Biographical Encyclopedia of Jazz. Oxford University Press, New York 1999, ISBN 0-19-532000-X.